# 藤本達生
藤本達生（ふじもと　たつお、1935年１月1日-2020年9月27日）は日本のエスペランティスト。
日本でエスペラントの会話があまり一般的ではなかった1950年代、「スイ星のように、は大げさにしても、突然のように現われて、雄弁で人々を驚かした」とされ、流暢なエスペラントで知られていた。
エスペラントの創案者ザメンホフの全集Plena Verkaro de Zamenhofを刊行したルドビキートこと伊東幹治のため、その渉外業務を一手に引き受け、s-ro Fenestro（ミスター窓）と呼ばれた。
エスペラント運動においては関西エスペラント連盟（KLEG）委員、日本エスペラント学会（JEI）評議員、JEI理事（1991～2000）、世界エスペラント協会（UEA）C委員（1992～1999）、UEA理事（1999～2001）などさまざまな役職を歴任した。
父は作家の藤本光城（1906年-2000年）、妻は秘書学者の藤本ますみ。

## 来歴
- 1935年-台湾[1]の新竹州[5]で生まれる。
- 1940年-尼崎に転居。
- 1944年-熊本に転居。熊本で新制中学を卒業した以降は学校に全く通わず。
- 1951年-京都に転居し、1962年まで住む。

### エスペラントを独習する
- 1953年6月22日[5]-エスペラントの独習を開始し[6]、数年間で使える程度まで習得した。
- 1954年1月-JEIに入会[5]。
- 1954年夏-京都緑星会[7]に入会し、同会を通じてKLEGの会員にもなった[5]。毎週木曜日晩の京都での例会には、1962年8月まで丸8年間通いつめた[6]。会場は寺町夷川の旧カニヤ書店[8]。また京都府立図書館にエスペラントの蔵書があることを知り、1950年代半ばの数年間は、週に3日ぐらい通って、これらに目を通した[6]。
- 1955年、吹田市で開かれた第42回日本エスペラント大会に参加し、雄弁コンクールに参加。"Sen preparo, mi improvize parolis antaŭ publiko, kaj mi estis neniel premiita (準備もなく、即興で聴衆の前で話し、入賞するわけもなかった)…Kelkajn jarojn ankaŭ poste mi partoprenadis plurfoje, kaj ricevis iukongrese apenaŭ  la duan lokon; foje oni diris, ke mia parolo ne estas oratoraĵo, sed nur babilado (その後の数年間、数回参加し、あるときは二等賞をもらった。ときに私の話は雄弁ではなく、単なるお喋りだと言われた)"[9]。このころ、宮本正男の知己を得、またKLEG事務所の所在地を知った。
- 1956年、本郷にあったJEI事務局を初めて訪問。事務局では、届いたばかりの当時のUEA事務総長で雄弁家のイヴォ・ラペンナ（エスペラント語版）の演説レコードを聴かせてくれたが、この際に「もう少し違う話し方ができないのでしょうか」と言ったため、そばにいたベテラン・エスペランティストの福田正男は驚愕。「ラペンナ博士の演説に文句をつける藤本とは何者だ」と宮本に手紙を出したという。やや芝居がかったラペンナの演説と、自然な藤本の違いを感じさせるエピソードだが、この「事件」やその他の原因で、当時は「生意気な奴（arogantulo）」と言われることが少なくなかった、というのが本人の回想である[9]。
- 1958年、イギリスの年金生活者であったW.L.Simpkinsを案内して、京都から札幌まで73日間の旅行[9]。各地でエスペランティストと交流。

### 梅棹忠夫の知己を得て
- 1959年5月10日-京都で開催された第7回関西エスペラント大会で、宮本正男によって文化人類学者の梅棹忠夫に紹介される[10]。架空の国「イベリア」が舞台の大映映画『ジャン有馬の襲撃』[5]でエスペラントを使いたい、と関係者から相談を受けた梅棹が宮本に相談したためである。こうして藤本は梅棹とともに、5月から7月にかけて、大映の京都撮影所で[5]俳優たちにエスペラントの言語指導を行った。映画は7月12日、お盆映画として封切られた。
- 1959年夏-梅棹に誘われ、同邸で月2回程度開かれていた「談話会」（後に「金曜会」として知られるようになる）に顔を出すようになり、1962年の8月まで丸3年間、ほぼ毎回出席した[11]。
- 1959年12月-新興宗教である大本の古いエスペランティストであった中村陽宇（エスペラント語版）を梅棹に紹介。ここから雑誌『中央公論』の翌年3月号に掲載され、大本のイメージを一変させた梅棹の論文「日本探検：綾部・亀岡 大本教と世界連邦」が書かれることとなる[11]。
- 1959年4月-KLEG 機関誌La Movadoの編集にボランティアとして従事。1962年8月まで続ける。

### エスペラント会話の「中核員」
- 1961年7月[5]-日本エスペラント学会が、1965年に東京での開催が予定されていた第50回世界エスペラント大会のために、長野県の信州大学野辺山牧場で会話能力のあるエスペランティストを養成する特別講座を開催。藤本は全国各地から参加した30名近い[12]受講者を話せるようにする、三人の「中核員」の一人として招かれた[13]。このような講座は、のちには「合宿」と呼ばれるようになり、さまざまな主催者によって何度も開催されている[1]。
- 1962年8月-松原言登彦の天母学院（名古屋）でエスペラント通信講座の仕事を担当。1965年まで、名古屋と福井を行ったり来たりする生活となる。
- 1963年３月17日[5]、野辺山合宿参加者の一人・宮内ますみと結婚。
- 1965年1月-ザメンホフ伝の古典とされるエドモン・プリーヴァ（エスペラント語版）のLa vivo de Zamenhof（エスペラント語版）が、梅棹忠夫との共訳で、角川書店『世界の人間像』第18巻の一部として出版される[14]。
- 1965年4月-宗教法人大本に嘱託として勤務。2007年12月まで続ける[15]。エスペラントに関する仕事が主で、最初と最後は国際部で、それ以外の27年間は若い信徒の教育機関・梅松塾[16]でエスペラントを教えた。1965年-1966年の一時期は亀岡市に住むが、その後は京都に戻る。
- 1965年7月~8月-東京で開かれたアジア初の第50回世界エスペラント大会に参加。
- 1966年4月-福井での保健所栄養士の職を辞し、京都に引っ越してきた妻・ますみが京都大学人文研究所助教授であった梅棹の個人秘書として働き始める。「皆さんの言うてはることが、まったく理解できない。もう、やめたい」と一日目に帰ってきたときには言っていたが、次第に「ファイルなど、見ていると、まったく分からなかった言葉も、少しずつわかってきた」と結局8年勤め、大阪万国博覧会の跡地に設立が決まった国立民族学博物館の初代館長に梅棹がなった1974年6月に退職した[11]。ますみは梅棹の下で働いた経験を活かし、秘書学の専門家になった[17]。

### ザメンホフに惚れ込んだ伊東幹治との縁
- 1966年5月-京都で開かれたVIKING（同人誌）の合評会で、同誌の同人である伊東幹治と初めて会う。前年に梅棹宅で同誌を見た藤本は「知らぬ人、しかも私と同じ京都在住の人が、こともあろうに、ザメンホフを書いている」ことに衝撃を受け、伊東に手紙で連絡を取っていた。京都での合評会なので伊東は出席しているだろう、と妻と共にでかけたが、伊東はおらず、他の同人が電話で呼び出してくれたという[18]。
- 1968年12月-1970年の大阪万博で展示するため、エスペランティストの助けを得て、主に東ヨーロッパ諸国を周り、民族学的な資料を収集する[9]。1969年8月まで。集められた資料は現在、国立民族学博物館に所蔵されている。
- 1969年-伊東幹治を助け、後のPlena verkaro de Zamenhofのためにザメンホフ関連の資料を集め始める[9]。「知り合ってから、私は各種の古い資料を提供することで、伊東に協力した。自分で持っていないものは、古い人から借り出してきた。外国の人とも手紙のやりとりをして資料集めをした。伊東に、私は牛飼いで干し草を集めてくるから、あなたはせっせと食べて、牛乳を出してください、と言った」[18]。
- 1973年-伊東幹治によるザメンホフ全集の刊行開始。
- 1974年-ドイツ・ハンブルグで開催された世界エスペラント大会で、初心者向けKonversacia rondo（会話の会）の世話人を務める。好評を得て、翌年のコペンハーゲンの大会でも[9]。
- 1975年-アメリカのサンフランシスコ大学で開催されていたエスペラント夏季講習会（NASK=Nord-Amerika Somera Esperanto-Kursaro）に講師として招かれ、スコットランドのエスペラント詩人ウィリアム・オールドとともに4週間教えた[19]。
- 1987年-エスペラント発表100周年を記念する第72回世界エスペラント大会（ポーランド、ワルシャワ）に、妻ますみと共に独自の旅行団を率いての参加。世界大会参加は11年ぶり。

### エスペラント運動の重責を担うも…
- 1991年-JEI理事になる。2000年に辞任。
- 1991年8月-「エスペラント文化賞」（FAME-premio）を受賞した伊東幹治の代理として、ノルウェー・ベルゲンで開催された第76回世界エスペラント大会での受賞式典に臨むが、「印刷すればそれこそ2行ばかりのことを言ったとたん、ぐっとこみ上げてきた。それは胸というより腹の底から来る波のような感じのもので、ヒューという音も聞こえたように思う」と書いているように、受賞挨拶をしようとするが涙で話すことができず、「いとうさんは心から感謝している旨伝えてほしいと言われました」とだけ言って席に戻った[20]。
- 1992年-UEA・C委員になる。
- 1999年-UEA役員（文化担当）になり、C委員は辞任。
- 2000年-イスラエル・テルアビブで開催された第85回世界エスペラント大会の期間中に体調を崩し病気で倒れ、その後、一時的にUEA及びJEIのすべての役職から身を引いた[9]。

### 短歌、小坂賞、そして源氏
- 2002年9月-生前の父が、エスペラントもいいが「日本の古典も読み、短歌なども詠んでみてはどうか」と言っていたことから、その死後2年を機に短歌の結社に入会する。
- 2004年-La Movado誌に「モバード歌壇 Verse-diverse laŭ tankaoj」と題したエスペラント短歌の連載記事を開始。
- 2006年-『エスペラントはこうして話す: エスペラント会話の実際』、『エスペラント語の入門書: 藤本達生の文法教室』が出版される。
- 2007年-横浜で開かれた、日本では2回めとなる第92回世界エスペラント大会に参加。
- 2008年-翌2009年までの任期でJEI評議員。また同年、「エスペラント学習書執筆と実践力養成指導」における功績により、小坂賞を受ける[21]。
- 2008年5月-La Movado誌に『源氏物語』のエスペラント訳を連載開始[9]。これも父・光城が「『源氏物語』の講義を寺子屋形式で」していた影響だという[22]。「6年後には完訳したい」としていたが、未完に終わる[23]。
- 2020年9月27日、京都市北白川の自宅で死去。

## 著作
- 「ザメンホフの生涯」(エドモン・プリヴァー著、 梅棹忠夫・藤本達生訳) 『世界の人間像：第16巻』、角川書店、1965年。
- 『興味の問題: 平等コンプレックス奥義』、ｌ’ｏｍｎｉｂｕｓｏ、1967年。
- 「世界語の思想: エスペラントをめぐって 」（藤本達生・ 山本明）『講座コミュニケーション１：コミュニケーション思想史』（江藤文夫 [ほか] 編）研究社出版、1973年。
- 『エスペラントはこうして話す: エスペラント会話の実際』日本エスペラント図書刊行会、 2006年。
- 『エスペラント語の入門書: 藤本達生の文法教室』天声社、2006年。
- Kromeseoj（エッセイ集）、Riveroj、 2009。
- La Konstitucio de la Regno Japanujo（ = エスペラント訳日本国憲法）、Riveroj、2014年